# 鹿児島県第4区
鹿児島県第4区（かごしまけんだい4く）は、日本の衆議院における選挙区。1994年（平成6年）の公職選挙法改正で設置。

## 区域

### 現在の区域
2017年（平成29年）公職選挙法改正以降の区域は以下のとおりである。2017年の区割変更により、かつての5区全域と4区のうち霧島市が新しい区域となっている。
- 鹿屋市
- 西之表市
- 垂水市
- 曽於市
- 霧島市
- 志布志市
- 曽於郡
- 肝属郡
- 熊毛郡

### 2017年以前の区域
2013年（平成25年）公職選挙法改正から2017年の小選挙区改定までの区域は以下のとおりである。
- 阿久根市
- 出水市
- 霧島市
- 伊佐市
- 姶良市
- 出水郡
- 姶良郡

1994年（平成6年）公職選挙法改正から2013年の小選挙区改定までの区域は以下のとおりである。
- 阿久根市
- 出水市
- 大口市
- 国分市
- 出水郡
- 伊佐郡
- 姶良郡

## 歴史
2017年までは県央の姶良地方と北薩の出水地方の二ヶ所から構成されたが、2017年からは大隅半島全域と種子島・屋久島から構成される。旧区域には九州新幹線の駅や鹿児島空港、九州自動車道加治木ジャンクションなどを有する鹿児島県の交通の要衝であり、旧国分市や隼人町（現・霧島市）には京セラやソニーをはじめとする企業の工場・研究所が立地している。一方で、タバコの栽培や畜産をはじめとする昔ながらの農漁業も盛んである。
自由民主党の小里貞利が第41回衆議院議員総選挙から3期連続当選した（1996年の第41回衆議院議員総選挙では社会民主党の浜田健一が比例復活により議席を得た）。2005年に小里の後を次いだ息子・泰弘も第44回衆議院議員総選挙以降、当選を続けていた。
第48回衆議院議員総選挙からは区割りが変更され、自民党の候補者調整において5区から選出されていた森山裕が4区へ鞍替えし、泰弘は3区へ鞍替えした。それ以降は森山の当選が続いている。
旧区割りの2009年衆院選では皆吉稲生の集会において日の丸を使った民主党ロゴの作成が問題になった。

## 小選挙区選出議員
| 選挙名                 | 年                 | 当選者   | 党派       | 備考   |
| ---------------------- | ------------------ | -------- | ---------- | ------ |
| 第41回衆議院議員総選挙 | 1996年（平成8年）  | 小里貞利 | 自由民主党 | 旧区域 |
| 第42回衆議院議員総選挙 | 2000年（平成12年） | 小里貞利 | 自由民主党 | 旧区域 |
| 第43回衆議院議員総選挙 | 2003年（平成15年） | 小里貞利 | 自由民主党 | 旧区域 |
| 第44回衆議院議員総選挙 | 2005年（平成17年） | 小里泰弘 | 自由民主党 | 旧区域 |
| 第45回衆議院議員総選挙 | 2009年（平成21年） | 小里泰弘 | 自由民主党 | 旧区域 |
| 第46回衆議院議員総選挙 | 2012年（平成24年） | 小里泰弘 | 自由民主党 | 旧区域 |
| 第47回衆議院議員総選挙 | 2014年（平成26年） | 小里泰弘 | 自由民主党 | 旧区域 |
| 第48回衆議院議員総選挙 | 2017年（平成29年） | 森山裕   | 自由民主党 |        |
| 第49回衆議院議員総選挙 | 2021年（令和3年）  | 森山裕   | 自由民主党 |        |
| 第50回衆議院議員総選挙 | 2024年（令和6年）  | 森山裕   | 自由民主党 |        |

## 選挙結果
時の内閣：第1次石破内閣 解散日：2024年10月9日 公示日：2024年10月15日
当日有権者数：31万4233人 最終投票率：50.99%（前回比： 6.17%） （全国投票率：53.85%（2.08%））
| 当落 | 候補者名 | 年齢 | 所属党派   | 新旧 | 得票数    | 得票率 | 惜敗率 | 推薦・支持 | 重複 |
| ---- | -------- | ---- | ---------- | ---- | --------- | ------ | ------ | ---------- | ---- |
| 当   | 森山裕   | 79   | 自由民主党 | 前   | 111,484票 | 71.97% | ――     | 公明党推薦 |      |
|      | 山内光典 | 73   | 社会民主党 | 新   | 43,412票  | 28.03% | 38.94% |            | ○    |

時の内閣：第1次岸田内閣 解散日：2021年10月14日 公示日：2021年10月19日
当日有権者数：32万5670人 最終投票率：57.16%（前回比：2.68%） （全国投票率：55.93%（2.25%））
| 当落 | 候補者名 | 年齢 | 所属党派                             | 新旧 | 得票数    | 得票率 | 惜敗率 | 推薦・支持 | 重複 |
| ---- | -------- | ---- | ------------------------------------ | ---- | --------- | ------ | ------ | ---------- | ---- |
| 当   | 森山裕   | 76   | 自由民主党                           | 前   | 127,131票 | 69.54% | ――     | 公明党推薦 |      |
|      | 米永淳子 | 58   | 社会民主党                           | 新   | 49,077票  | 26.84% | 38.60% |            | ○    |
|      | 宮川直輝 | 48   | NHKと裁判してる党 弁護士法72条違反で | 新   | 6,618票   | 3.62%  | 5.21%  |            |      |

時の内閣：第3次安倍第3次改造内閣 解散日：2017年9月28日 公示日：2017年10月10日
当日有権者数：34万45人 最終投票率：54.48%（前回比：3.09%） （全国投票率：53.68%（1.02%））
| 当落 | 候補者名 | 年齢 | 所属党派   | 新旧 | 得票数    | 得票率 | 惜敗率 | 推薦・支持     | 重複 |
| ---- | -------- | ---- | ---------- | ---- | --------- | ------ | ------ | -------------- | ---- |
| 当   | 森山裕   | 72   | 自由民主党 | 前   | 128,112票 | 70.78% | ――     | 公明党推薦     | ○    |
|      | 野呂正和 | 66   | 社会民主党 | 新   | 52,891票  | 29.22% | 41.28% | 日本共産党推薦 | ○    |

時の内閣：第2次安倍改造内閣 解散日：2014年11月21日 公示日：2014年12月2日
当日有権者数：26万8131人 最終投票率：51.39%（前回比：5.74%） （全国投票率：52.66%（6.66%））
| 当落 | 候補者名 | 年齢 | 所属党派   | 新旧 | 得票数   | 得票率 | 惜敗率 | 推薦・支持 | 重複 |
| ---- | -------- | ---- | ---------- | ---- | -------- | ------ | ------ | ---------- | ---- |
| 当   | 小里泰弘 | 56   | 自由民主党 | 前   | 93,501票 | 69.65% | ――     | 公明党推薦 | ○    |
|      | 野呂正和 | 63   | 社会民主党 | 新   | 28,281票 | 21.07% | 30.25% |            | ○    |
|      | 永田義人 | 65   | 日本共産党 | 新   | 12,464票 | 9.28%  | 13.33% |            |      |

時の内閣：野田第3次改造内閣 解散日：2012年11月16日 公示日：2012年12月4日
当日有権者数：27万164人 最終投票率：57.13%（前回比：15.01%） （全国投票率：59.32%（9.96%））
| 当落 | 候補者名 | 年齢 | 所属党派   | 新旧 | 得票数    | 得票率 | 惜敗率 | 推薦・支持   | 重複 |
| ---- | -------- | ---- | ---------- | ---- | --------- | ------ | ------ | ------------ | ---- |
| 当   | 小里泰弘 | 54   | 自由民主党 | 前   | 100,415票 | 66.87% | ――     | 公明党推薦   | ○    |
|      | 皆吉稲生 | 62   | 民主党     | 前   | 39,834票  | 26.53% | 39.67% | 国民新党推薦 | ○    |
|      | 永田義人 | 63   | 日本共産党 | 新   | 9,925票   | 6.61%  | 9.88%  |              |      |

時の内閣：麻生内閣 解散日：2009年7月21日 公示日：2009年8月18日
当日有権者数：27万1930人 最終投票率：72.14%（前回比：2.69%） （全国投票率：69.28%（1.77%））
| 当落 | 候補者名 | 年齢 | 所属党派   | 新旧 | 得票数   | 得票率 | 惜敗率 | 推薦・支持   | 重複 |
| ---- | -------- | ---- | ---------- | ---- | -------- | ------ | ------ | ------------ | ---- |
| 当   | 小里泰弘 | 50   | 自由民主党 | 前   | 97,054票 | 50.12% | ――     |              | ○    |
| 比当 | 皆吉稲生 | 59   | 民主党     | 新   | 94,343票 | 48.72% | 97.21% | 国民新党推薦 | ○    |
|      | 樋口信博 | 48   | 幸福実現党 | 新   | 2,251票  | 1.16%  | 2.32%  |              |      |

時の内閣：第2次小泉改造内閣 解散日：2005年8月8日 公示日：2005年8月30日
当日有権者数：27万3449人 最終投票率：69.45%（前回比：5.58%） （全国投票率：67.51%（7.65%））
| 当落 | 候補者名 | 年齢 | 所属党派   | 新旧 | 得票数    | 得票率 | 惜敗率 | 推薦・支持 | 重複 |
| ---- | -------- | ---- | ---------- | ---- | --------- | ------ | ------ | ---------- | ---- |
| 当   | 小里泰弘 | 46   | 自由民主党 | 新   | 110,258票 | 59.02% | ――     |            | ○    |
|      | 濱田健一 | 55   | 民主党     | 元   | 69,921票  | 37.43% | 63.42% |            | ○    |
|      | 米重均   | 52   | 日本共産党 | 新   | 6,635票   | 3.55%  | 6.02%  |            |      |

- 浜田は選挙直前に民主党に移籍した。

時の内閣：第1次小泉第2次改造内閣 解散日：2003年10月10日 公示日：2003年10月28日 最終投票率：63.87% （全国投票率：59.86%（2.63%））
| 当落 | 候補者名 | 年齢 | 所属党派   | 新旧 | 得票数    | 得票率 | 惜敗率 | 推薦・支持 | 重複 |
| ---- | -------- | ---- | ---------- | ---- | --------- | ------ | ------ | ---------- | ---- |
| 当   | 小里貞利 | 73   | 自由民主党 | 前   | 104,843票 | 61.53% | ――     |            |      |
|      | 濱田健一 | 53   | 社会民主党 | 元   | 59,075票  | 34.67% | 56.35% |            | ○    |
|      | 川浪隆幸 | 67   | 日本共産党 | 新   | 6,476票   | 3.80%  | 6.18%  |            |      |

時の内閣：第1次森内閣 解散日：2000年6月2日 公示日：2000年6月13日 （全国投票率：62.49%（2.84%））
| 当落 | 候補者名 | 年齢 | 所属党派   | 新旧 | 得票数    | 得票率 | 惜敗率 | 推薦・支持 | 重複 |
| ---- | -------- | ---- | ---------- | ---- | --------- | ------ | ------ | ---------- | ---- |
| 当   | 小里貞利 | 69   | 自由民主党 | 前   | 113,144票 | 62.96% | ――     |            | ○    |
|      | 濱田健一 | 49   | 社会民主党 | 前   | 59,184票  | 32.93% | 52.31% |            | ○    |
|      | 川浪隆幸 | 64   | 日本共産党 | 新   | 7,377票   | 4.11%  | 6.52%  |            |      |

時の内閣：第1次橋本内閣 解散日：1996年9月27日 公示日：1996年10月8日 （全国投票率：59.65%（8.11%））
| 当落 | 候補者名 | 年齢 | 所属党派   | 新旧 | 得票数   | 得票率 | 惜敗率 | 推薦・支持 | 重複 |
| ---- | -------- | ---- | ---------- | ---- | -------- | ------ | ------ | ---------- | ---- |
| 当   | 小里貞利 | 66   | 自由民主党 | 前   | 98,933票 | 63.34% | ――     |            |      |
| 比当 | 濱田健一 | 46   | 社会民主党 | 前   | 47,995票 | 30.73% | 48.51% |            | ○    |
|      | 川浪隆幸 | 60   | 日本共産党 | 新   | 9,256票  | 5.93%  | 9.36%  |            |      |